# Baricella
Baricella là một đô thị ở tỉnh Bologna vùng Emilia-Romagna của Ý, có vị trí khoảng 20 km về phía đông bắc của Bologna. Tại thời điểm ngày 31 tháng 12 năm 2004, đô thị này có dân số 5.990 người và diện tích là 45.6 km².
Đô thị Baricella có các frazioni (Đơn vị trực thuộc, chủ yếu là các làng) San Gabriele, Mondonuovo, Gandazzolo, và Passo Segni.
Baricella giáp các đô thị sau: Argenta, Budrio, Ferrara, Malalbergo, Minerbio, Molinella, Poggio Renatico.